# Билина
Билина (чеш. Bílina) град је у Чешкој Републици. Град се налази у управној јединици Устечки крај, у оквиру којег припада округу Теплице, недалеко од границе са Немачком. Налази се на истоименој реци. Познат је по бањама.

## Становништво
Према подацима о броју становника из 2014. године град је имао 16.703 становника.

## Партнерски градови
- Але